# Bukowina Waksmundzka
Bukowina Waksmundzka (1103 m), Bukowina – niewybitny szczyt w Gorcach, położony na południe od Turbacza, na rozwidleniu grzbietów przebiegających w stronę Nowego Targu-Kowańca i Łopusznej. Nazwa szczytu pochodzi od leżącej u jego podnóża miejscowości Waksmund. Bukowina Waksmundzka jest zwornikiem dla trzech grzbietów, wznosi się więc nad trzema dolinami: zbocza wschodnie opadają do doliny Łopuszanki zbocza północno-zachodnie do doliny potoku Wielki Kowaniec, południowe odwadniane są przez potok Mały Kowaniec (wszystkie w zlewni Dunajca).
Szczyt Bukowiny Waksmundzkiej jest bezleśny, zajęty przez polanę Kowalowa Bukowina. Jest to jedna z największych wśród wysoko położonych polan gorczańskich. Jest dobrym punktem widokowym. Z jej górnej części roztacza się widok na Tatry, Magurę Spiską, Kotlinę Nowotarską, Pieniny z Jeziorem Czorsztyńskim oraz dolinę Łopusznej z grzbietem Kiczory.
Szczyt Bukowina i znajdująca się na nim polana Kowalowa Bukowina należą do wsi Waksmund w województwie małopolskim, w powiecie nowotarskim, w gminie Nowy Targ.

## Szlaki turystyki pieszej
Łopuszna – Zarębek Wyżni – Bukowina Waksmundzka – polana Świderowa – Długie Młaki – Turbacz. 3:45 h, ↓ 2:35 h
 Nowy Targ-Kowaniec – Polana Łukusowa – polana Brożek – polana Sralówki – Bukowina Waksmundzka – Polana Świderowa – Długie Młaki – Turbacz. 2:30 h, ↓ 2 h.

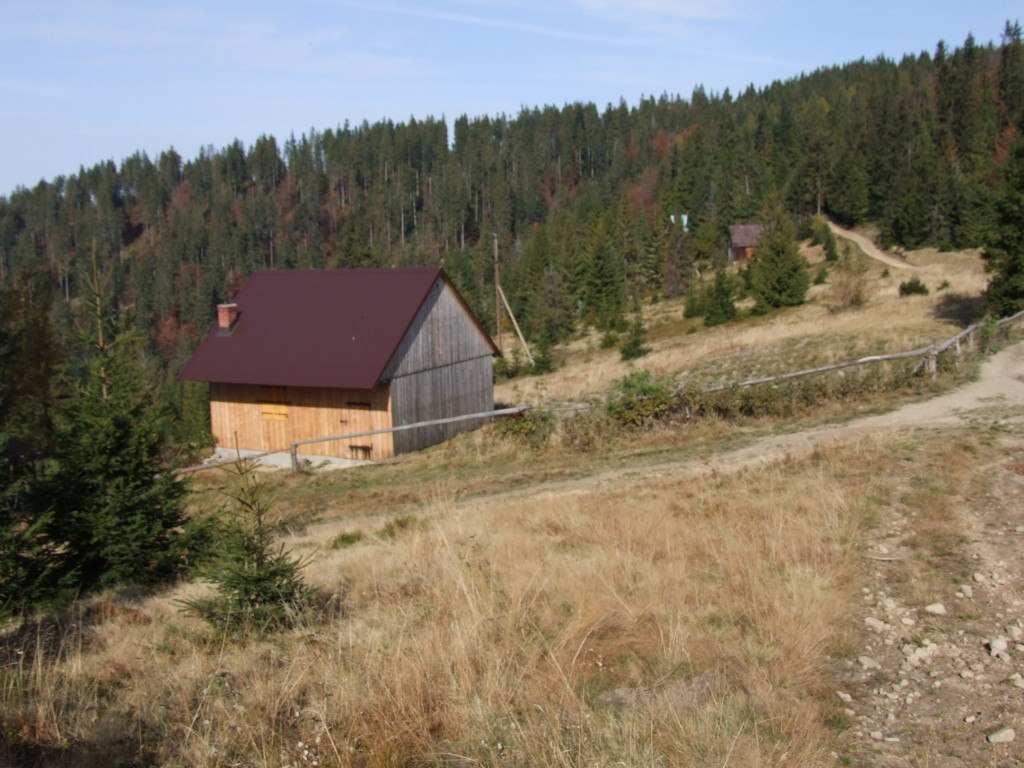
Fragment polany Bukowina Waksmundzka